# Kazimierz Lipiński (przemysłowiec)
Kazimierz Antoni Lipiński (ur. 10 czerwca 1857 w Sanoku, zm. 11 września 1911 w Jekelfalva) – polski przemysłowiec, założyciel i pierwszy dyrektor Fabryki Wagonów i Maszyn w Sanoku, która z czasem przekształciła się w przedsiębiorstwo Autosan. Poseł na galicyjski Sejm Krajowy VIII kadencji.

## Życiorys

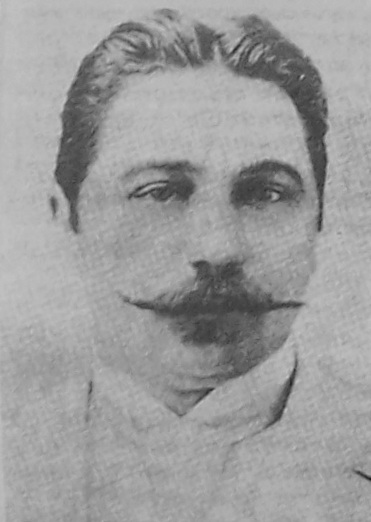
Kazimierz Lipiński w młodości

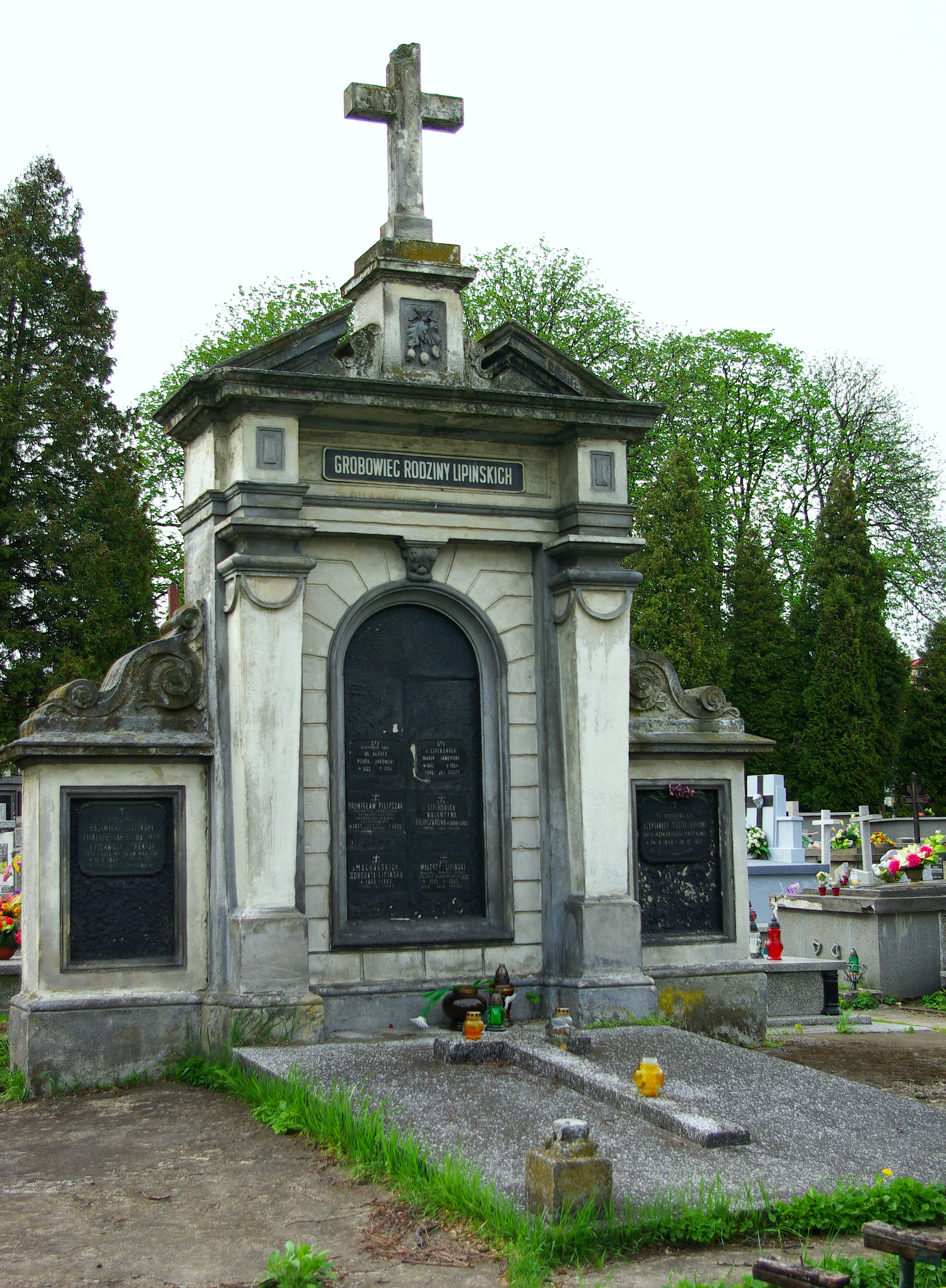
Grobowiec rodziny Lipińskich

Kazimierz Antoni Lipiński urodził się 10 czerwca 1857 w Sanoku jako syn Walentego (1813-1898) i Honoraty z domu Machalskiej (1826-1903). Ojciec, wraz z Mateuszem Beksińskim, przybyli do Sanoka jako byli powstańcy listopadowi. Obaj wspólnie założyli zakład rzemieślniczy – warsztat kotlarski, w którym rozpoczęli produkcję kotłów, narzędzi miedzianych i innych przedmiotów użytkowych. Z czasem dołączono także dział kowalski i ślusarski oraz uruchomiono w nim produkcję narzędzi i urządzeń dla górnictwa i przemysłu naftowego, przemysłu gorzelniczego i browarnictwa. Po pewnym czasie ich praca uległa podziałowi – Mateusz zajmował się w szczególności rzemiosłem, a Walenty uprawą roli. Warsztat kotlarski był umiejscowiony przy obecnej ulicy Podgórze. Kazimierz Lipiński był bratem Aleksandra (1849-1897, inżynier kolei), Jana (1850-1851), Mieczysława Juliana (1852-1864), Heleny Józefy Leokadii (ur. 1855, zamężna z inż. Henrykiem Stoyem, deportowana na Syberię wraz z synową i wnukiem Tadeuszem Hoffem w 1940 i w tym samym roku zmarła w Minorze), Franciszka (zm. w 1861 w wieku 2 lat i 9 miesięcy), Marianny Zofii (1861-1873), Zofii Eleonory (1864-1872).
Kazimierz Lipiński uczył się w szkole podstawowej w Sanoku, a następnie wobec braku wyższej placówki w mieście, w gimnazjum realnym w Tarnowie (1869-1871), po nieuzyskaniu promocji do następnej klasy, powrócił do Sanoka, gdzie ojciec skierował go do nauki w fabryce. W zakładzie uzyskał praktykę zawodową, chodził do szkoły dokształcającej dla rzemieślników, otrzymał tytuł czeladnika i 2 kwietnia 1883 wręczono mu kartę przemysłową, wydano przez Zjednoczone Stowarzyszenie Rękodzielników i Przemysłowców w Sanoku. Następnie pobierał nauki w placówkach szkolnych w dziedzinie przemysłu w Pradze (od 1877) i Wiedniu, gdzie jednocześnie odbył służbę wojskową w okresie jednego roku (tzw. Intelligenzprüfung, zdany przez niego celem uniknięcia trzyletniej służby). Będąc kotlarzem uchwałą Rady Miejskiej w Sanoku z 1885 został uznany przynależnym do gminy Sanok. W czasie gdy ponownie trafił do rodzinnego miasta, w 1886 roku zmarł Mateusz Beksiński. Wówczas Walenty Lipiński przekazał warsztat niespełna 30-letniemu Kazimierzowi. Na przełomie 1889/1890 syn przeniósł fabrykę na tereny przy obecnej ul. Stanisława Konarskiego, gdzie w zamiarze rozwinięcia działalności i rozbudowy zakładu wybudował hale fabryczne i obiekty przemysłowo-techniczne i służące pracownikom (w obrębie tego obszaru (tzw. osiedla „na Stawiskach”) wzniesiono także wille z przeznaczeniem dla pracowników zakładu usytuowane na zboczu tzw. „Szklanej Górki”). Jego wspólnikiem został Czech Jan Schenk z Messendorfu, który zadbał o maszyny i osoby wyspecjalizowane w ich obsłudze. Obaj rozpoczęli produkcję maszyn wiertniczych. Wkrótce Lipiński odkupił od niego udziały i został jedynym właścicielem oraz dyrektorem zakładu, który od 1891 nosił nazwę „Fabryka Wagonów i Maszyn w Sanoku”. W tym czasie produkowano w nim kotły, maszyny i wagony, a w fabryce pracowało 120 robotników i jeden inżynier. Reprezentując własną fabrykę wystawił własny pawilon na Powszechnej Wystawie Krajowej w 1894, podczas której otrzymał dyplom honorowy i złoty medal. Wówczas na wyroby fabryki Lipińskiego zwrócił uwagę i docenił cesarz Franciszek Józef I, któremu przemysłowiec został osobiście przedstawiony. W tym czasie założył zakład kolejowy w pobliskim Zagórzu. W tym samym roku dotychczasowa firma została przekształcona w spółkę akcyjną „Pierwsze Galicyjskie Towarzystwo Akcyjne Budowy Wagonów i Maszyn”. Na jej czele dalej stał Kazimierz Lipiński, jednak założyciel zakładu nie miał już decydującego wpływu na kierowanie fabryką. Za pozyskane z emisji akcji środki (2 mln koron) wykupiono podmiejskie tereny oddalone od centrum miasta, w gminie Posada Olchowska (grunty odsprzedało miasto). Tam w latach 1894–1897 wybudowano nowe hale fabryczne i ruszyła w nich produkcja wagonów kolejowych towarowych i osobowych, a także tramwajów. Jeszcze przed końcem XIX wieku firma stała się czołowym i jednym z największych producentów pojazdów szynowych w Monarchii Austro-Węgierskiej. W tym czasie liczba pracowników fabryki wynosiła ok. 1000. Na początku 1895 Lipiński otrzymał za swoje wyroby dyplom honorowy na wystawie w Budapeszcie. W 1898 został mianowany członkiem komisji krajowej we Lwowie w sprawie wystawy międzynarodowej w Paryżu, zaplanowanej na 1900.
W 1900, w wyniku nieporozumień z radą nadzorczą, Kazimierz Lipiński zrezygnował z funkcji dyrektora, a jego następcami byli kolejno Aleksander Misiągiewicz (1900-1905), Ignacy Drewnowski (1905-1909) i Ludwik Eydziatowicz (1909-1914). Do 15 lutego 1905 pozostawał członkiem rady nadzorczej fabryki. Przez pracowników został zapamiętany jako pracodawca dobry i troskliwy. Przy tym uchodził za twórcę pracy pozytywistycznej na terenie Sanoka. Poza zaangażowaniem w fabryce wagonów, działał także w dziedzinie poszukiwania ropy naftowej. Około 1891 prowadził miary górnicze w poszukiwaniu oleju ziemnego (skalnego) w okolicach Uherzec na obszarze ponad 541 m². Prowadził prosperującą kopalnię naftową w Borysławiu w spółce z Arturem Goldhammerem o znacznej produkcji, a także zainicjował odwierty w Uhercach (szyb o głębokości 600 m – bez efektu) i Kropiwniku (trzy szyby ok. 450-metrowe o nierentownej produkcji), zaś wobec braku opłacalności w tym zakresie skoncentrował się tylko na prowadzeniu kopalni w Borysławiu.
Działał także społecznie i politycznie. Był członkiem zwyczajnym Macierzy Szkolnej dla Księstwa Cieszyńskiego, członkiem założycielem sanockiego gniazda Polskiego Towarzystwa Gimnastycznego „Sokół” (funkcjonował w komisji finansowej). Od 1887 do 1892 był asesorem ze stanu kupieckiego do senatu dla spraw handlowych przy ustanowionym wówczas C. K. Sądzie Obwodowym w Sanoku. Pełnił funkcję zastępcą sędziego przysięgłego I kadencji przy trybunale tegoż sądu. 25 marca 1895 został wydziałowym Towarzystwa Muzyki Ochotniczej w Sanoku. Został członkiem założonej 11 stycznia 1903 w Sanoku pierwszej filii lwowskiego Towarzystwa Chowu Drobiu, Gołębi i Królików.
Był politykiem Polskiego Stronnictwa Demokratycznego (tzw. „galicyjscy demokraci”). W mieście członkami ugrupowania byli także Jan Zarewicz, Michał Słuszkiewicz, Feliks Giela. W 1894 roku przyczynił się do zatwierdzenia przez Radę Miasta projektu nowego planu przestrzennego miasta, wykonując kopię projektu autorstwa Władysława Beksińskiego na potrzeby dyskusji radnych. Był radnym miejskim: 15 stycznia objął mandat po ustępującym Walentym Wróblu, następnie w kadencji od 1890, także pełniąc funkcję asesora, potem wybrany w 1897, 1900. W 1896 był sekretarzem biura wyborczego w Sanoku przed wyborami z mniejszej kurii VII kadencji Sejmu Krajowego Galicji. W sierpniu 1900 wszedł w skład komitetu mieszczańskiego w Sanoku, zajmującego się wyborami do Sejmu Krajowego Galicji, a wkrótce potem został jednym z sanockich kandydatów do Sejmu, reprezentujących stronnictwo demokratyczne. W latach 1901–1907 był posłem do galicyjskiego Sejmu Krajowego VIII kadencji z II Kurii, reprezentującym miasta Sanok i Krosno (w tym czasie pozostawał radnym miejskim w Sanoku – w 1905 od roku nie pojawiał się jednak na posiedzeniach, jako że nie zamieszkiwał już w mieście). W Sejmie był członkiem komisji górniczej, kolejowej i przemysłowej. Pod koniec kadencji, we wrześniu 1907 „Gazeta Sanocka” zarzuciła Lipińskiemu niezabranie głosu w Sejmie od początku sprawowania mandatu i niezwołanie sejmiku relacyjnego.
8 grudnia 1894 w siedzibie sanockiego starostwa został udekorowany nadanym w tym samym roku Krzyżem Kawalerskim Orderu Franciszka Józefa.
Na początku XX wieku funkcjonowała Fundacja Zapomogowa im. Kazimierza Lipińskiego wspierająca wdowy i sieroty po zasłużonych pracownikach sanockiej fabryki wagonów i maszyn (jej sekretarzem był Juliusz Bruna).
Po rezygnacji z działalności przemysłowej zbył swoje udziały w spółce i w 1901 przeprowadził się do Kamienicy na Sądecczyźnie (jednocześnie odwiedzał w Sanoku matkę Honoratę). Był właścicielem ziemskim tego majątku wraz z kluczem ośmiu okolicznych wsi. Potem odsprzedał także ten majątek i osiedlił się w miejscowości Jekelfalva na terenie Komitatu Spiskiego (obecnie Węgry), gdzie również nabył dwór.
Kazimierz Lipiński w 1905 ożenił się z Marią Józefą Włodek (1881-1914); mieli dwóch synów, w tym Kazimierza Mariana (ur. 25 czerwca 1906, w latach 20. student politechniki), i córkę. Zmarł na serce 11 września 1911 w Jekelfalva. Jego pogrzeb w Sanoku stał się manifestacją robotników z założonej przez niego fabryki i mieszkańców miasta. Został pochowany w grobowcu rodzinnym na cmentarzu przy ul. Rymanowskiej w Sanoku. Wykonał go rzeźbiarz Stanisław Piątkiewicz i jest uznany za obiekt zabytkowy i podlega ochronie prawnej. Został odnowiony na koszt miasta w 1958. Opiekę nad grobowcem podjęła fabryka Autosan.
Tuż po jego pogrzebie, w 1911 nazwiskiem Kazimierza Lipińskiego nazwano główną ulicę w sanockiej dzielnicy Posada, przy której mieściła się Fabryka Wagonów, obecnie Autosan (w 1948 i 1951 w PRL pojawiły się projekty przemianowania nazwy ulicy na Józefa Stalina i Wielkiego Proletariatu, co ostatecznie nie zostało zrealizowane; przeciwko zmianom protestowała Maria Kril).
Powinowatymi Kazimierza Lipińskiego byli Bronisław Filipczak, Henryk Kopia, Stanisław Kosina.